# Collegio uninominale Piemonte 1 - 01 (2017)
Il collegio elettorale uninominale Piemonte 1 - 01 è stato un collegio elettorale uninominale della Repubblica Italiana per l'elezione della Camera dei deputati tra il 2017 ed il 2022.

## Territorio
Come previsto dalla legge elettorale italiana del 2017, il collegio era stato definito tramite decreto legislativo all'interno della circoscrizione Piemonte 1.
Era formato da parte del territorio del comune di Torino (zone Centro, Cavoretto e Vanchiglia).
Il collegio era parte del Collegio plurinominale Piemonte 1 - 01.

## Eletti
| Elezione | Elezione | Deputato       | Partito             |
| -------- | -------- | -------------- | ------------------- |
|          | 2018     | Andrea Giorgis | Partito Democratico |

## Dati elettorali

### XVIII legislatura
Come previsto dalla legge elettorale, 232 deputati erano eletti con sistema a maggioranza relativa in altrettanti collegi uninominali a turno unico.
| Candidati              | Candidati                | Voti    | %     | Liste                    | Voti    | %     |
| ---------------------- | ------------------------ | ------- | ----- | ------------------------ | ------- | ----- |
|                        | Andrea Giorgis ✔️ Eletto | 49 654  | 40,93 | Partito Democratico      | 34 629  | 28,55 |
| +Europa                | Andrea Giorgis ✔️ Eletto | 49 654  | 40,93 | 13 517                   | 11,14   |       |
| Italia Europa Insieme  | Andrea Giorgis ✔️ Eletto | 49 654  | 40,93 | 882                      | 0,73    |       |
| Civica Popolare        | Andrea Giorgis ✔️ Eletto | 49 654  | 40,93 | 626                      | 0,52    |       |
|                        | Marco Francia            | 37 952  | 31,29 | Lega                     | 16 350  | 13,48 |
| Forza Italia           | Marco Francia            | 37 952  | 31,29 | 15 595                   | 12,86   |       |
| Fratelli d'Italia      | Marco Francia            | 37 952  | 31,29 | 5 237                    | 4,32    |       |
| Noi con l'Italia - UDC | Marco Francia            | 37 952  | 31,29 | 770                      | 0,63    |       |
|                        | Paolo Turati             | 20 783  | 17,13 | Movimento 5 Stelle       | 20 783  | 17,13 |
|                        | Marco Grimaldi           | 7 997   | 6,59  | Liberi e Uguali          | 7 997   | 6,59  |
|                        | Matteo Saudino           | 2 794   | 2,30  | Potere al Popolo!        | 2 794   | 2,30  |
|                        | Gino Arnone              | 1 046   | 0,86  | CasaPound Italia         | 1 046   | 0,86  |
|                        | Vitantonio Colucci       | 821     | 0,68  | Il Popolo della Famiglia | 821     | 0,68  |
|                        | Marcello Salice          | 259     | 0,21  | Partito Valore Umano     | 259     | 0,21  |
| Totale                 | Totale                   | 121 306 | 100   |                          | 121 306 | 100   |
|                        |                          |         |       |                          |         |       |
| Voti non validi        | Voti non validi          | 3 464   | 2,78  |                          |         |       |
| Votanti                | Votanti                  | 124 770 | 75,67 |                          |         |       |
| Elettori               | Elettori                 | 164 897 |       |                          |         |       |